# Coelogyne

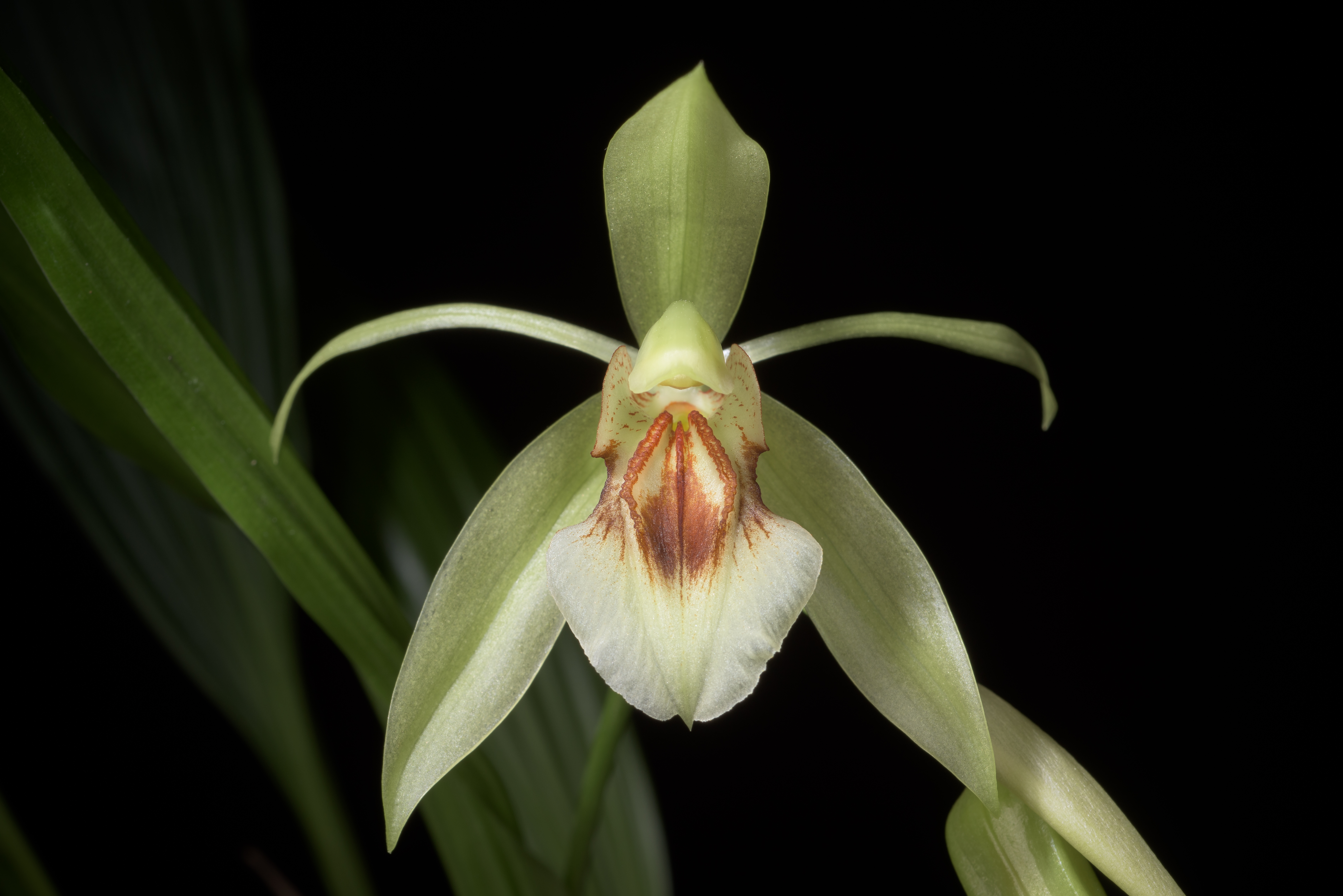
Coelogyne fragrans

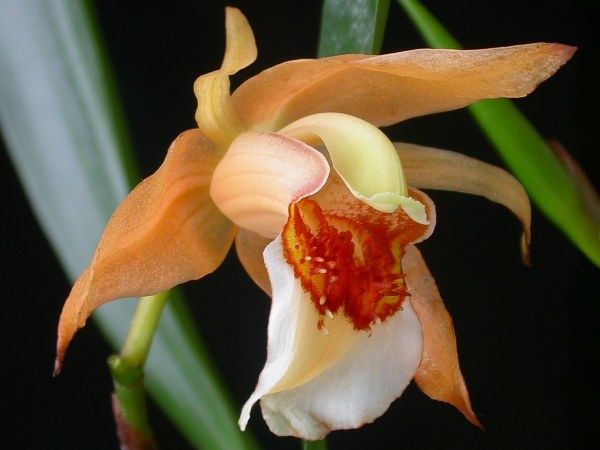
Coelogyne lawrenceana

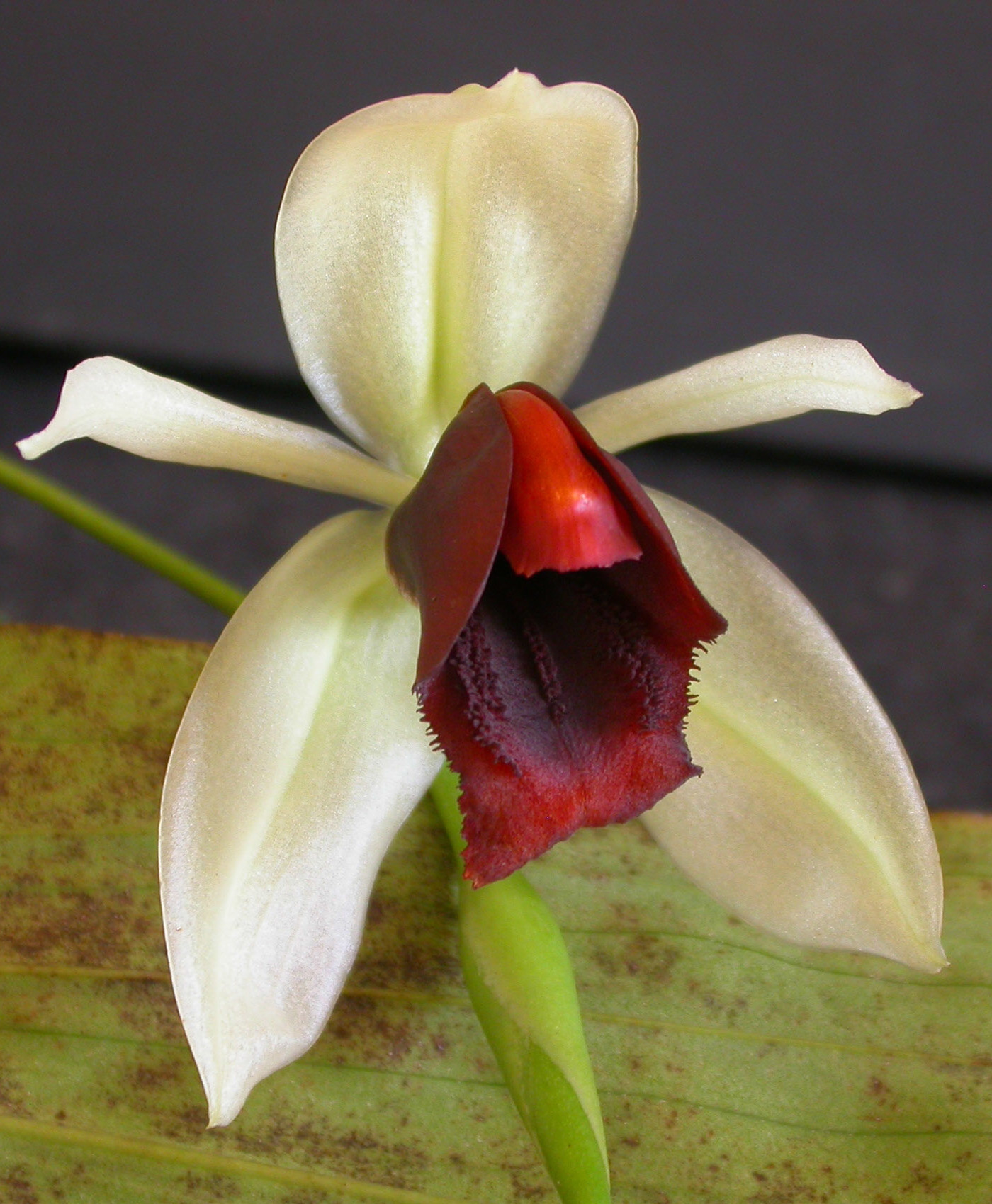
Coelogyne usitana

A Coelogyne az egyszikűek (Liliopsida) osztályának spárgavirágúak (Asparagales) rendjébe, ezen belül a kosborfélék (Orchidaceae) családjába tartozó nemzetség.

## Előfordulásuk
A Coelogyne-fajok előfordulási területe Dél- és Délkelet-Ázsia, beleértve Kína déli részét is. Továbbá megtalálhatók a Fülöp-szigeteken, Indonézia szigetein, Új-Guineán és Vanuatun is. Trinidad és Tobagóra betelepítették.

## Rendszerezés
A nemzetségbe az alábbi 205 faj tartozik:
- Coelogyne acutilabium de Vogel
- Coelogyne alboaurantia Elis.George & J.-C.George
- Coelogyne albobrunnea J.J.Sm.
- Coelogyne albolutea Rolfe
- Coelogyne alvinlokii P.O'Byrne & J.J.Verm.
- Coelogyne anceps Hook.f.
- Coelogyne angustipetala X.J.Xiao, O.Gruss & L.J.Chen
- Coelogyne asperata Lindl.
- Coelogyne assamica Linden & Rchb.f.
- Coelogyne barbata Lindl. ex Griff.
- Coelogyne beccarii Rchb.f.
- Coelogyne bicamerata J.J.Sm.
- Coelogyne bilamellata Lindl.
- Coelogyne borneensis Rolfe
- Coelogyne brachygyne J.J.Sm.
- Coelogyne brachyptera Rchb.f.
- Coelogyne breviscapa Lindl.
- Coelogyne bruneiensis de Vogel
- Coelogyne brunnea Lindl.
- Coelogyne buennemeyeri J.J.Sm.
- Coelogyne calcarata J.J.Sm.
- Coelogyne calcicola Kerr
- Coelogyne caloglossa Schltr.
- Coelogyne candoonensis Ames
- Coelogyne carinata Rolfe
- Coelogyne celebensis J.J.Sm.
- Coelogyne chanii Gravend. & de Vogel
- Coelogyne chlorophaea Schltr.
- Coelogyne chloroptera Rchb.f.
- Coelogyne chrysotropis Schltr.
- Coelogyne clemensii Ames & C.Schweinf.
- Coelogyne compressicaulis Ames & C.Schweinf.
- Coelogyne concinna Ridl.
- Coelogyne confusa Ames
- Coelogyne contractipetala J.J.Sm.
- Coelogyne corymbosa Lindl.
- Coelogyne crassiloba J.J.Sm.
- Coelogyne craticulilabris Carr
- Coelogyne cristata Lindl. - típusfaj
- Coelogyne cumingii Lindl.
- Coelogyne cuprea H.Wendl. & Kraenzl.
- Coelogyne distans J.J.Sm.
- Coelogyne dulitensis Carr
- Coelogyne eberhardtii Gagnep.
- Coelogyne ecarinata C.Schweinf.
- Coelogyne echinolabium de Vogel
- Coelogyne elmeri Ames
- Coelogyne endertii J.J.Sm.
- Coelogyne exalata Ridl.
- Coelogyne filipeda Gagnep.
- Coelogyne fimbriata Lindl.
- Coelogyne flaccida Lindl.
- Coelogyne flexuosa Rolfe
- Coelogyne floresensis Elis.George & J.-C.George
- Coelogyne foerstermannii Rchb.f.
- Coelogyne fonstenebrarum P.O'Byrne
- Coelogyne formosa Schltr.
- Coelogyne fragrans Schltr.
- Coelogyne fuerstenbergiana Schltr.
- Coelogyne fuscescens Lindl.
- Coelogyne genuflexa Ames & C.Schweinf.
- Coelogyne ghatakii T.K.Paul, S.K.Basu & M.C.Biswas
- Coelogyne gibbifera J.J.Sm.
- Coelogyne gongshanensis H.Li ex S.C.Chen
- Coelogyne griffithii Hook.f.
- Coelogyne guamensis Ames
- Coelogyne hajrae Phukan
- Coelogyne harana J.J.Sm.
- Coelogyne hirtella J.J.Sm.
- Coelogyne hitendrae S.Das & S.K.Jain
- Coelogyne holochila P.F.Hunt & Summerh.
- Coelogyne huettneriana Rchb.f.
- Coelogyne imbricans J.J.Sm.
- Coelogyne incrassata (Blume) Lindl.
- Coelogyne integerrima Ames
- Coelogyne integra Schltr.
- Coelogyne kaliana P.J.Cribb
- Coelogyne kelamensis J.J.Sm.
- Coelogyne kemiriensis J.J.Sm.
- Coelogyne kinabaluensis Ames & C.Schweinf.
- Coelogyne lacinulosa J.J.Sm.
- Coelogyne latiloba de Vogel
- tarajorchidea (Coelogyne lawrenceana) Rolfe
- Coelogyne lentiginosa Lindl.
- Coelogyne leucantha W.W.Sm.
- Coelogyne locii Aver.
- Coelogyne loheri Rolfe
- Coelogyne longibulbosa Ames & C.Schweinf.
- Coelogyne longifolia (Blume) Lindl.
- Coelogyne longipes Lindl.
- Coelogyne longirachis Ames
- Coelogyne longpasiaensis J.J.Wood & C.L.Chan
- Coelogyne lycastoides F.Muell. & Kraenzl.
- Coelogyne macdonaldii F.Muell. & Kraenzl.
- Coelogyne malintangensis J.J.Sm.
- Coelogyne malipoensis Z.H.Tsi
- Coelogyne marmorata Rchb.f.
- Coelogyne marthae S.E.C.Sierra
- Coelogyne mayeriana Rchb.f.
- Coelogyne merrillii Ames
- Coelogyne micrantha Lindl.
- Coelogyne miniata (Blume) Lindl.
- Coelogyne mishmensis Gogoi
- Coelogyne monilirachis Carr
- Coelogyne monticola J.J.Sm.
- Coelogyne mooreana Rolfe
- Coelogyne mossiae Rolfe
- Coelogyne motleyi Rolfe ex J.J.Wood, D.A.Clayton & C.L.Chan
- Coelogyne moultonii J.J.Sm.
- Coelogyne multiflora Schltr.
- Coelogyne muluensis J.J.Wood
- Coelogyne naja J.J.Sm.
- Coelogyne nervosa A.Rich.
- Coelogyne nitida (Wall. ex D.Don) Lindl.
- Coelogyne obtusifolia Carr
- Coelogyne occultata Hook.f.
- Coelogyne odoardoi Schltr.
- Coelogyne odoratissima Lindl.
- Coelogyne ovalis Lindl.
- Coelogyne pachystachya Elis.George & J.-C.George
- Coelogyne palawanensis Ames
- Coelogyne pandurata Lindl.
- Coelogyne pantlingii Lucksom
- Coelogyne papillosa Ridl.
- Coelogyne parishii Hook.f.
- Coelogyne peltastes Rchb.f.
- Coelogyne pempahisheyana H.J.Chowdhery
- Coelogyne pendula Summerh. ex D.A.Clayton & J.J.Wood
- Coelogyne pholidotoides J.J.Sm.
- Coelogyne phuhinrongklaensis Ngerns. & Tippayasri
- Coelogyne pianmaensis R.Li & Z.L.Dao
- Coelogyne picta Schltr.
- Coelogyne planiscapa Carr
- Coelogyne plicatissima Ames & C.Schweinf.
- Coelogyne prasina Ridl.
- Coelogyne prolifera Lindl.
- Coelogyne pulchella Rolfe
- Coelogyne pulverula Teijsm. & Binn.
- Coelogyne punctulata Lindl.
- Coelogyne quadratiloba Gagnep.
- Coelogyne quinquelamellata Ames
- Coelogyne radicosa Ridl.
- Coelogyne radioferens Ames & C.Schweinf.
- Coelogyne raizadae S.K.Jain & S.Das
- Coelogyne remediosae Ames & Quisumb.
- Coelogyne renae Gravend. & de Vogel
- Coelogyne rhabdobulbon Schltr.
- Coelogyne rigida C.S.P.Parish & Rchb.f.
- Coelogyne rigidiformis Ames & C.Schweinf.
- Coelogyne rochussenii de Vriese
- Coelogyne rubrolanata Elis.George & J.-C.George
- Coelogyne ruidianensis Ormerod
- Coelogyne rumphii Lindl.
- Coelogyne rupicola Carr
- Coelogyne salmonicolor Rchb.f.
- Coelogyne salvaneraniana W.Suarez
- Coelogyne sanderae Kraenzl. ex O'Brien
- Coelogyne sanderiana Rchb.f.
- Coelogyne sarasinorum Kraenzl.
- Coelogyne schilleriana Rchb.f. & K.Koch
- Coelogyne schultesii S.K.Jain & S.Das
- Coelogyne schwadtkii Danell
- Coelogyne septemcostata J.J.Sm.
- Coelogyne sparsa Rchb.f.
- Coelogyne speciosa (Blume) Lindl.
- Coelogyne squamulosa J.J.Sm.
- Coelogyne steenisii J.J.Sm.
- Coelogyne stenobulbum Schltr.
- Coelogyne stenochila Hook.f.
- Coelogyne stipitibulbum Holttum
- Coelogyne stricta (D.Don) Schltr.
- Coelogyne suaveolens (Lindl.) Hook.f.
- Coelogyne sudora Schuit. & de Vogel
- Coelogyne sulcata Elis.George & J.-C.George
- Coelogyne susanae P.J.Cribb & B.A.Lewis
- Coelogyne swaniana Rolfe
- Coelogyne taronensis Hand.-Mazz.
- Coelogyne tenasserimensis Seidenf.
- Coelogyne tenompokensis Carr
- Coelogyne tenuis Rolfe
- Coelogyne testacea Lindl.
- Coelogyne tiomanensis M.R.Hend.
- Coelogyne tomentosa Lindl.
- Coelogyne tommyi Gravend. & P.O'Byrne
- Coelogyne trilobulata J.J.Sm.
- Coelogyne trinervis Lindl.
- Coelogyne triplicatula Rchb.f.
- Coelogyne triuncialis P.O'Byrne & J.J.Verm.
- Coelogyne tumida J.J.Sm.
- Coelogyne undatialata J.J.Sm.
- Coelogyne usitana Roeth & O.Gruss
- Coelogyne ustulata C.S.P.Parish & Rchb.f.
- Coelogyne vanoverberghii Ames
- Coelogyne veitchii Rolfe
- Coelogyne velutina de Vogel
- Coelogyne venusta Rolfe
- Coelogyne vermicularis J.J.Sm.
- Coelogyne verrucosa S.E.C.Sierra
- Coelogyne viscosa Rchb.f.
- Coelogyne wlodarczykiana Roeth
- Coelogyne xyrekes Ridl.
- Coelogyne yiii Schuit. & de Vogel
- Coelogyne zahlbrucknerae Kraenzl.
- Coelogyne zhenkangensis S.C.Chen & K.Y.Lang
- Coelogyne zurowetzii Carr